# Светске игре
Светске игре (енгл. The World Games) су међународни спортски турнир који обухвата спортове и спортске дисциплине које се не такмиче на Олимпијским играма. Обично се одржавају сваке четири године, односно годину дана након Летњих олимпијских игара, током 11 дана. Светским играма управља Међународна асоцијација светских игара, под покровитељством Међународног олимпијског комитета.
У последњим издањима, између 25 и 34 спорта су уврштена у званични програм. Неколико спортова или дисциплина који су били на програму Светских игара угашени су јер су сада укључени у програм Олимпијских игара. Учествује око 3.500 учесника из око 100 држава.